# Le Louverot
Le Louverot ist eine französische Gemeinde im Département Jura in der Region Bourgogne-Franche-Comté. Sie gehört zum Arrondissement Lons-le-Saunier und zum Kanton Poligny.
Le Louverot grenzt an folgende Gemeinden: Voiteur im Norden, Le Vernois im Osten, Lavigny im Südosten, Montain im Süden, Plainoiseau im Südwesten sowie Domblans im Westen.

## Bevölkerungsentwicklung
| Jahr                       | 1962 | 1968 | 1975 | 1982 | 1990 | 1999 | 2008 | 2017 |
| Einwohner                  | 77   | 91   | 110  | 156  | 256  | 313  | 265  | 211  |
| Quellen: Cassini und INSEE |      |      |      |      |      |      |      |      |

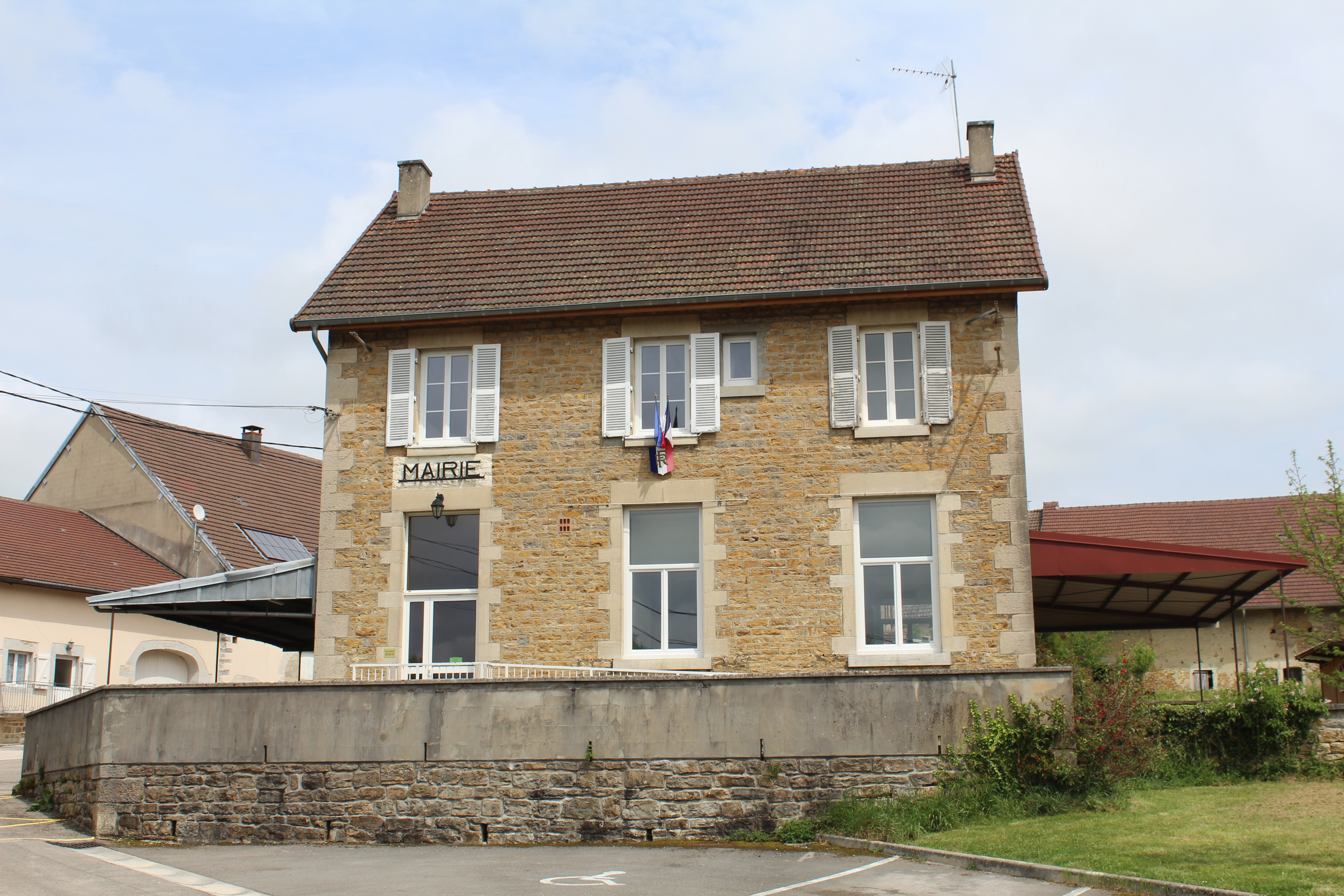
Mairie Le Louverot
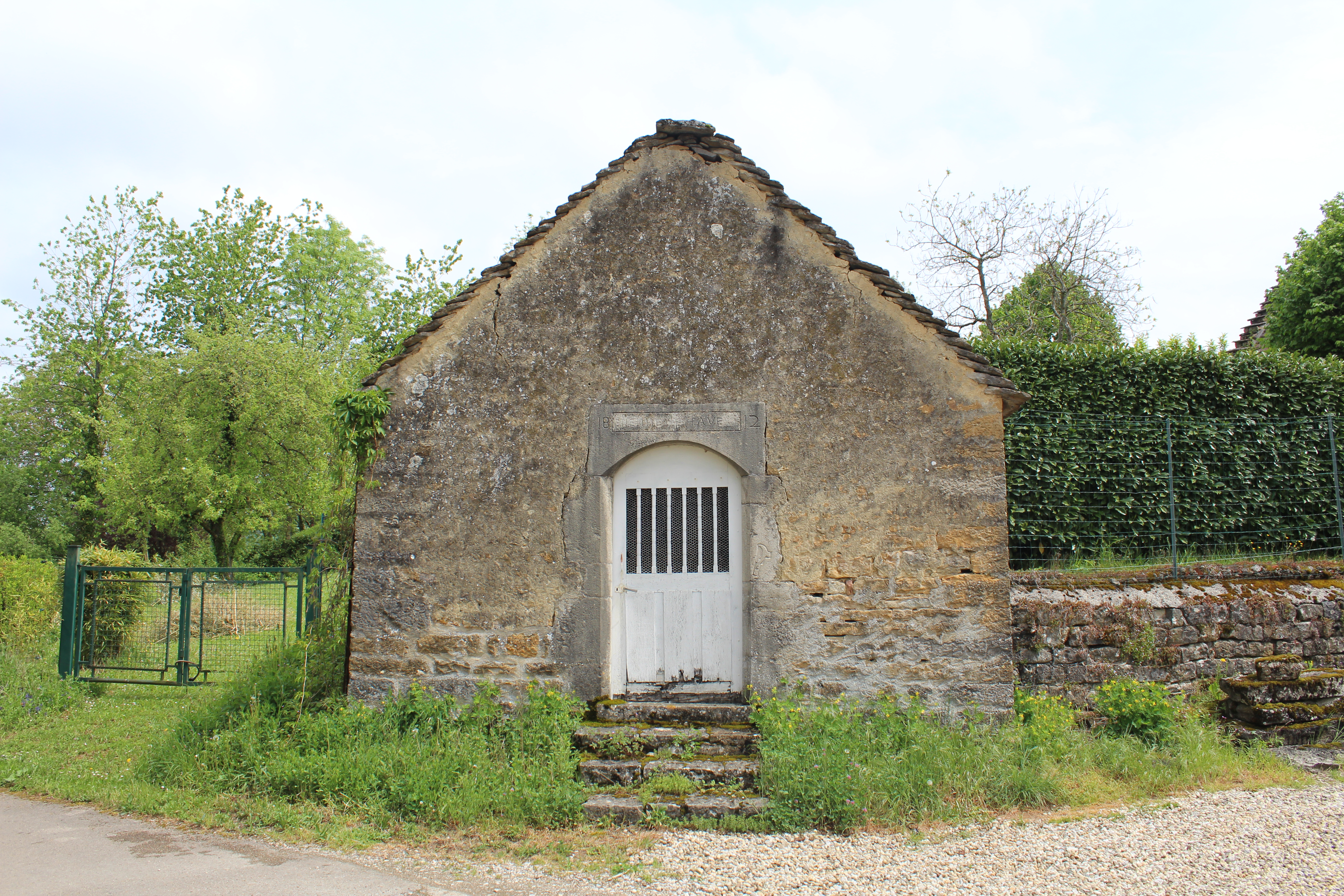
Freifaltigkeits- und Heiliggeist-Kapelle